# Cistaceae
Las cistáceas (Cistaceae) son una familia de angiospermas perteneciente al orden de Malvales. Con unas 170 a 200 especies en 8 géneros. Habita las zonas templadas, en especial de la región mediterránea; más abundantes en los suelos lavados.

## Descripción
Son plantas arbustivas (Cistus laurifolius), matas (Helianthemum canum) o herbáceas (Tuberaria guttata). 
Hojas simples, opuestas, a veces alternas (Lechea thymifolia), coriáceas, a veces con borde revoluto, generalmente con pelos estrellados, con o sin estípulas, presentan glándulas con resinas y aceites.
Flores hermafroditas, actinomorfas, solitarias o en racimos o corimbos; cáliz con 5 sépalos, los 2 externos pequeños o a veces inexistentes (Halimium); corola con 5 pétalos fugaces, grandes y con una corta uña que a veces está manchada, en Hudsonia ericoides, corolas de 3 pétalos; estambres numerosos, como suele ser generalmente el caso en las demás familias del orden; gineceo súpero, con 3, 5, 8 o 10 carpelos.
Frutos en cápsula loculicida. 

## Con estaminodios
- Fumana planta difusa.
  - Fumana ericoides (Cav.) Gand.,
  - Fumana laevipes (L.) Spach,
  - Fumana procumbens (Dunal) Gren. et Godron,
  - Fumana thymifolia (L.) Spach ex Webb

## Sin estaminodios
Cápsula con + de 3 celdas
- Cistus
  - Cistus albidus L., flor malva,
  - Cistus ladanifer L., jara pringosa,
  - Cistus clusii Dunal,
  - Cistus crispus L.,
  - Cistus laurifolius L.,
  - Cistus libanotis L.,
  - Cistus monspeliensis L.,
  - Cistus populifolius L.,
  - Cistus psilosepalus Sweet,
  - Cistus salviifolius L.

Cápsula con 3 celdas
Con estilo largo y hojas opuestas
- Helianthemum
  - Helianthemum almeriense Pau
  - Helianthemum alypoides Losa y Rivas Goday, 1969
  - Helianthemum apenninum (L.) Miller, Helianthemum apenninum roseum
  - Helianthemum asperum L.,
  - Helianthemum canum (L.) Baumg.,

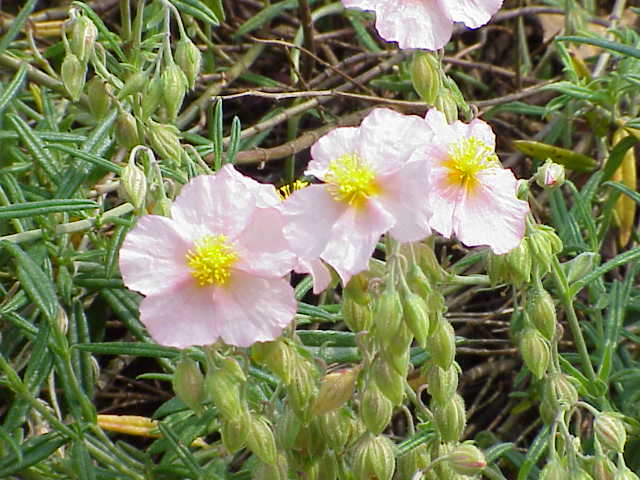
Helianthemum apenninum roseum

  - Helianthemum cinereum (Cav) Pers.,
  - Helianthemum croceum (Dessf.) Pers.,
  - Helianthemum glomeratum (Lag.) Lag. ex Dunal,
  - Helianthemum hirtum (L.) Miller,
  - Helianthemum lavandulifolium Miller,
  - Helianthemum ledifolium (L.) Miller,
  - Helianthemum marifolium (L.) Miller,
  - Helianthemum nummularium (L.) Miller,
  - Helianthemum oelandicum (L.) DC.,
  - Helianthemum origanifolium (L.) Miller,
  - Helianthemum sanguieum (Lag.) Lag. ex Dunal,
  - Helianthemum squamatum (L.) Pers.,
  - Helianthemum villosum Thib.

Con estilo corto
Hierbas con hojas alternas o en roseta
- Tuberaria
  - Tuberaria globularifolia (Lam.) Willk.,
  - Tuberaria guttata (L.) Fourr.,
  - Tuberaria macrosepala (Cosson) Willk.

Matas, con hojas opuestas
- Halimium  jaguarzos; matas con estilos no acodados.
  - Halimium alyssioides (Lam.) C. Koch, 
  - Halimium atriplicifolium (Lam.) Spach,
  - Halimium commutatum Pau,
  - Halimium halimifolium (L.) Willk.,
  - Halimium ocymoides (Lam.) Willk.,
  - Halimium umbellatum (L.) Spach,
  - Halimium viscosum (Willk.) P. Silva